# 圣水湖畔

《圣水湖畔》是付百良执导的电视剧，2005年出品，共20集，该作品主要讲述几个农民为了一块地而发生的故事。该作品上映后，曾引起一阵旅游热

## 剧情简介
馬蓮原本有一块儿地，这块地原本用来种植农作物，可是因为一些原因却导致其一时间不知道该种什么。
随后，她又因为一些原因和一些人闹了很多的别扭，但是最后，大家还是在彼此的相处中，和好了……

## 演员表
- 高秀敏 飾 馬蓮
- 雷恪生 飾 韓老實
- 郭鐵城 飾 黃金貴
- 張貴生 飾 李鄉長
- 鄒德江 飾 郭子孝
- 陳相貴 飾 陳書記
- 王紅梅 飾 韓大芹
- 姚義輝 飾 陳快嘴
- 姜文藝 飾 田支書
- 路曉波 飾 黃老四
- 於莉泓 飾 馬豔華
- 楊寶成 飾 黃老大
- 白晶 飾 黃老大妻
- 李威 飾 黃老三
- 唐維 飾 唐會計
- 傅百良 飾 唐喜
- 孫學貴 飾 王老闆
- 何樹成 飾 韓成
- 李萱 飾 韓二芹
- 李越卓 飾 李飛
- 白晶 飾 黃老大妻
- 李威 飾 黃老三
- 唐維 飾 唐會計
- 傅百良 飾 唐喜
- 孫學貴 飾 王老闆
- 何樹成 飾 韓成
- 宋鋒 飾 老宋頭
- 王桂勤 飾 田嬸
- 洪滿意 飾 烏蘭
- 何樹森 飾 劉會計

## 所获奖项
- 榮獲中宣部“五個一”工程獎。

## 電視原聲
| 曲序 | 曲目           |              | 作曲   | 演唱 |
| ---- | -------------- | ------------ | ------ | ---- |
| 1.   | 守護（片头曲） | 何慶魁       | 楊柏森 | 韓磊 |
| 2.   | 喚醒（片尾曲） | 劉燕、牛世生 | 楊柏森 | 衡越 |

## 相關連結
- 豆瓣链接 （页面存档备份，存于）
- 背后故事 （页面存档备份，存于）